# Джон Уэйн
Джон Уэйн (англ. John Wayne, при рождении Мэрион Роберт Моррисон — Marion Robert Morrison; 26 мая 1907[…], Уинтерсет, Айова — 11 июня 1979[…], Уэствуд, Калифорния), прозвище Duke (с англ. — «герцог») — американский актёр, которого называли «королём вестерна». Лауреат премий «Оскар» и «Золотой глобус» (1970). Снимаясь ежегодно в нескольких фильмах, он сыграл более 180 ролей в кино и в телесериалах, и был одним из самых востребованных голливудских актёров эпохи звукового кино. В июне 1999 года Американский институт киноискусства назвал его 13-м в списке 100 величайших звёзд кино за 100 лет по версии AFI.

## Биография
Джон Уэйн родился 26 мая 1907 года в Уинтерсет, Айова, на 224 South Second Street. Вскоре его второе имя было изменено с Роберт на Митчелл, поскольку его родители решили назвать их следующего сына Робертом. Отец Уэйна, Клайд Леонард Моррисон, был сыном ветерана Гражданской войны в США Мариона Митчелла Моррисона. Мать Уэйна, Мэри Альберта Браун, родилась в округе Ланкастер штата Небраска. Джон Уэйн воспитывался как пресвитерианин. Уэйн начинал в немых фильмах своего приятеля Джона Форда. Впоследствии, когда Форд стал одним из ведущих режиссёров Америки, редкий его фильм обходился без участия Уэйна. Для американцев тридцатых годов Уэйн был воплощением мужественности и индивидуализма. Начиная с ковбойской саги «Большая тропа» (1930), особый успех сопутствовал актёру в «боевиках» с драками и погонями, зачастую весьма малобюджетных.
В 1939 году Уэйн исполнил одну из своих самых известных ролей — беглый бандит Ринго, в классическом вестерне «Дилижанс». Во время Второй мировой войны он снимался во многочисленных постановках на военные темы. Пытался вступить в ряды армии США, но получал отказ. Это стало его наиболее болезненным жизненным опытом. По словам вдовы Уэйна, «он стал сверхпатриотом до конца своих дней, пытаясь искупить вину за то, что оставался дома»(англ. He would become a 'superpatriot' for the rest of his life trying to atone for staying home.). По окончании войны вместе с сыновьями основал особую студию, которая специализировалась на производстве вестернов. Среди его фильмов тех лет особо выделяется «Форт Аламо» (1960), который он сам же и поставил. Был собственником острова Таборсильо.
Уэйн в молодости был сторонником Демократической партии.
В течение же большей части своей карьеры он принадлежал к консервативному крылу республиканцев, был ультрапатриотом (особенно в поздний период жизни), ярым антикоммунистом. Некоторое время состоял в «Обществе Джона Бёрча», в 1968 году ему даже предлагали выдвигаться в вице-президенты с крайне правым кандидатом Уоллесом, но он отказался и, как и в 1960 году, активно поддерживал на выборах Никсона.
Уэйн был масоном, мастером в ложе «Марион МакДаниэл» № 56, в Тусоне, штат Аризона. Он имел 32° Шотландского устава и был членом парамасонской благотворительной организации Shriners. Также он был членом Йоркского устава.
За девять лет до кончины Уэйн был, наконец, удостоен «Оскара» за роль в широко известном вестерне «Настоящее мужество». Последний проект Уэйна — «Самый меткий» — вышел на экраны США в 1976 году. Джон Уэйн скончался 11 июня 1979 года в медицинском центре имени Рональда Рейгана, что в Лос-Анджелесе, где актёр лечился от рака желудка. На могильном камне высечены слова Уэйна из скандального интервью журналу Playboy:
"Tomorrow is the most important thing. Comes in to us at midnight very clean. It’s perfect when it arrives and it puts itself in our hands. It hopes we’ve learned something from yesterday."
Завтрашний день — самая важная вещь в жизни. Он навещает нас в полночь. Замечательно, что он приходит чистым и отдаётся прямо в наши руки. Он надеется, что мы возымели хоть какой-то урок со вчерашнего дня.

## Семья
Актёр трижды был женат, став отцом семерых детей. Его сын Патрик Уэйн также стал актёром.

## Память
20 июня 1979 года аэропорт в округе Ориндж, штат Калифорния, был переименован в аэропорт имени Джона Уэйна. В терминале С установлен памятник The Duke (прозвище Уэйна), изображающий Уэйна в образе одного из его героев.

## Избранная фильмография
- 1930 — Большая тропа / The Big Trail — Брэк Коулмен
- 1933 — Мордашка / Baby Face — Джимми Маккой-младший
- 1939 — Дилижанс / Stagecoach — Ринго Кид
- 1940 — Семь грешников / Seven Sinners — лейтенант Дэн Брент
- 1940 — Чёрная команда / Dark Command — Боб Ситон
- 1940 — Долгий путь домой / The Long Voyage Home — Оле Ольсен
- 1940 — Обращение на запад / Three Faces West — Джон Филлипс
- 1941 — Ковбой с холмов / The Shepherd of the Hills — Мэтт Мэттьюс
- 1942 — Негодяи / The Spoilers — Рой Гленнистер
- 1944 — В седле / Tall in the Saddle — Роклин
- 1945 — Они были незаменимыми / They Were Expendable — лейтенант Расти Райан
- 1945 — Дакота / Dakota — Джон Девлин
- 1947 — Ангел и негодяй / Angel and the Badman — Квирт Эванс
- 1948 — Красная река / Red River — Томас Дансон
- 1948 — Форт Апачи / Fort Apache — Кирби Йорк
- 1948 — Три крёстных отца / 3 Godfathers — Роберт Мармадьюк Хайтауэр, бандит
- 1949 — Пески Иводзимы / Sands Of Iwo Jima — Сержант Джон Страйкер
- 1949 — Она носила жёлтую ленту / She Wore a Yellow Ribbon — капитан Натан Каттинг Бриттлс
- 1950 — Рио-Гранде / Rio Grande — лейтенант-полковник Кирби Йорк
- 1952 — Тихий человек / The Quiet Man — Шон Торнтон
- 1953 — Хондо / Hondo — Хондо Лейн
- 1956 — Искатели / The Searchers — Итан Эдвардс
- 1956 — Завоеватель / The Conqueror — Чингисхан
- 1957 — Крылья орлов / The Wings Of Eagles — Фрэнк «Спиг» Уид
- 1957 — Лётчик / Jet Pilot — Джим Шеннон
- 1957 — Легенда о затерянных / Legend of the Lost — Джо Джануари
- 1958 — Варвар и гейша / The Barbarian and the Geisha — Таунсенд Харрис
- 1959 — Рио Браво / Rio Bravo — шериф Джон Т. Ченс
- 1959 — Кавалеристы / The Horse Soldiers — полковник Джон Марлоу
- 1960 — Форт Аламо / The Alamo — Дэви Крокетт
- 1961 — Команчерос / The Comancheros — капитан Джейк Каттер
- 1962 — Как был завоёван Запад / How The West Was Won — генерал Уильям Шерман
- 1962 — Самый длинный день / The Longest Day — полковник Бенджамин Вандервурт
- 1962 — Человек, который застрелил Либерти Вэланса / The Man Who Shot Liberty Valance — Том Донифон
- 1963 — Риф Донована / Donovan’s Reef — Майкл Донован
- 1963 — Маклинток! / McLintock! — Джордж Вашингтон Маклинток
- 1964 — Цирковой мир / Circus World — Мэтт Мастерс
- 1965 — Величайшая из когда-либо рассказанных историй / The Greatest Story Ever Told — Центурион (Лонгин)
- 1966 — Эльдорадо / El Dorado — Коул Торнтон
- 1967 — Боевой фургон / The War Wagon — Тау Джексон
- 1968 — Зелёные береты / The Green Berets — полковник Майк Кирби
- 1969 — Настоящее мужество / True Grit — Рустер Когберн
- 1970 — Рио Лобо / Rio Lobo — полковник Корд МакНелли
- 1971 — Большой Джейк / Big Jake — Джейкоб МакКендл
- 1972 — Ковбои / The Cowboys — Уил Андерсен
- 1973 — Грабители поездов / The Train Robbers — Лэйн
- 1974 — Маккью / McQ — лейтенант Лон «МакКью» МакХью
- 1975 — Рустер Когберн[англ.] / Rooster Cogburn — Рустер Когберн
- 1975 — Брэнниган / Brannigan — лейтенант Брэнниган
- 1976 — Самый меткий / The Shootist — Джон Бернард «Джей-Би» Букс

## Премии
- «Оскар» — «Лучшая мужская роль» («Настоящее мужество»)
- «Золотой глобус» — «Лучшая мужская роль — драма» («Настоящее мужество»)